# 1681 en philosophie
Chronologie de la philosophie
- 1677
- 1678
- 1679
- 1680
- 1681
- 1682
- 1683
- 1684
- 1685

L’année 1681 a été marquée, en philosophie, par les événements suivants :

## Publications
- Jakob Thomasius : Praefationes sub auspicia disputationum suarum.

## Naissances
- 20 février : Luis de Lossada, prêtre jésuite philosophe et polémiste espagnol (mort le 27 février 1748).

## Décès
- Jacques Gaffarel, né à Mane en 1601 et mort à Sigonce en 1681[1], est un prêtre et docteur en théologie considéré comme le principal représentant de la kabbale chrétienne au XVIIe siècle.

- 17 novembre à Cracovie : Tito Livio Burattini (né en 1617 à Agordo en Italie), philosophe italien, a porté tout au long de sa vie un intérêt pour les sciences, les inventions, les machines, l'architecture, les voyages et l'égyptologie. Il s'est également penché sur des problèmes de mathématiques, de physique, d'astronomie, de géodésie et d'économie de son époque.

- Charles Joseph Tricassin, capucin français, théologien (né en 1610).